# Jermaine Jones
Jermaine Jones (Francoforte sul Meno, 3 novembre 1981) è un allenatore di calcio ed ex calciatore tedesco naturalizzato statunitense, di ruolo centrocampista.

## Biografia
Jones è nato a Francoforte sul Meno da madre tedesca e padre afro-americano. Quando era bambino viveva negli Stati Uniti d'America, ma dopo il divorzio tra i genitori si è trasferito in Germania con la madre.

## Carriera

### Club
Inizia nell'Eintracht Francoforte per poi finire al Bayer Leverkusen nel 2004. Lì non trova spazio e viene quindi rispedito a Francoforte dove in totale, in tutta la sua carriera, ha collezionato 109 presenze e realizzato 20 gol. Nel 2007 va allo Schalke 04. Nel gennaio 2011 viene ceduto in prestito agli inglesi del Blackburn.
Al termine della stagione rientra allo Schalke 04 per fine prestito.
Il 30 gennaio 2014, dopo ulteriori tre anni in Germania, si trasferisce a titolo definitivo in Turchia al Beşiktaş.

### Nazionale
Ha giocato tre partite amichevoli con la nazionale tedesca, la prima di queste il 6 febbraio 2008 contro l'Austria.
Nel 2009 però ha scelto di giocare con gli Stati Uniti.
Viene convocato per la Copa América Centenario negli Stati Uniti.